# Al Zubarah
Al Zubarah (også Az Zubarah, Zubarah eller Zubara) (arabisk: الزبارة) er en forladt ruinby, som ligger på Qatars nordvestlige kyst ca. 105 km fra hovedstaden Doha. Kommunen, der huser Zubarah, hedder Madinat ash Shamal.
Engang var Al Zubarah en blomstrende perlefisker- og handelsby placeret midt imellem Hormuzstrædet og den vestlige del af Den Persiske Golf. Byen er en af de største og bedst bevarede eksempler på en købstad fra 18.-19. århundrede i Golfen. Man finder ikke lignende eksempler på bebyggede områder i Golfen fra denne formative periode, som har bevaret hele sin udformning og byplan på samme måde. Al Zubarah leverer en vigtig indsigt i Golfregionens byliv, rumlige organisation og sociale og økonomiske historie, som den tegner sig før opdagelsen af olie og gas i det 20. århundrede. 
Al Zubarah er Qatars største arkæologiske lokalitet med sine cirka 400 hektarer (60 hektarer inden for den ydre bymur). Lokaliteten består af en befæstet by med en senere indre bymur og en tidligere ydre mur, en havn, en kanal fra havet, to beskyttende mure uden for selve byen, Murair-fortet og det seneste Al Zubarah Fort.

## Historie

### Bani Utbah-stammen
Der hersker stadig usikkerhed om den tidligste omtale af Al Zubarah i de skriftlige kilder. De fleste kilder hævder, at folk fra Utub-stammen fra Kuwait slog sig ned i Qatar i anden halvdel af det 18. århundrede. Her byggede de en stor by, Al Zubarah, hvor en naturlig sikker havn præger landskabet. Det var grundlaget for, at et af Den Persiske Golfs vigtigste handelscentre for perler opstod sidst i det 18. århundrede.
Murair-fortet eller Qal’at Murair ligger 1,65 km øst for Al Zubarah og blev bygget kort efter selve hovedbyen. Fortets formål var at forsvare Al Zubarah og især beskytte byen hovedkilde til rent drikkevand: Fra lavvandede brønde inde i fortet kunne man hente grundvand op. Udover brønde lå der også en moske og almindelige boliger. Fortet var omgivet af marker, plantager og/eller græsningsområder. Altså har Murair-fortet også været en del af et landbrugsområde.

### Den tidlige by. Sidst i det 18. århundrede
Al Zubarahs hovedfase spænder fra cirka 1760 til 1811. Denne fase fik en brat afslutning, da styrker, som var loyale overfor sultanen af Muscat, angreb Al Zubarah og brændte byen ned til grunden.
En 2,5 km lang mur indkransede den tidlige by i en bue fra kysten i den nordlige ende af bugten til den sydlige ende. 22 halvrunde tårne placeret med ensartet afstand styrkede bymurens forsvar. Adgang til byen var begrænset til få porte på landsiden eller via byens havn på kysten. Der var ikke nogen mur ud mod havet. Til gengæld forsvarede et kraftigt fort sandstranden, hvor man kunne gå i land fra skibene.
På dette tidspunkt var Al Zubarah en velorganiseret by med mange gader vinkelrette på hinanden og visse kvarterer bygget efter et strengt gittermønster. Denne udformning lægger op til, at byen blev tegnet og opført i et kortere, sammenhængende forløb.
Man formoder, at indbyggertallet har ligget omkring 6000 til 9000 mennesker, da byen var på sit højeste.

#### Beboelsesarkitektur
Den dominerende form for beboelsesarkitektur var huse centreret om en gårdsplads. Det er en traditionel form for arabisk arkitektur, som er udbredt i hele Mellemøsten.
Princippet er, at en række mindre rum er placeret rundt om en stor gårdsplads, hvor størstedelen af de daglige aktiviteter fandt sted. Som regel var huset udstyret med en forhal, der åbnede op til en gårdsplads på sydsiden, som gav skygge for den hårde sommersol. Husene i Al Zubarah var bygget a en lokal blød stenart pudset med gips. Der er fundet stuk på indvendige dørkarme og nicher i geometriske mønstre. For at komme ind i et hus ude fra gaden skulle man igennem en dør og en korridor med knæk. Denne anordning forhindrede uvedkommende at kigge direkte ind i husets tilstødende lokaler.

#### Palads
Den største og mest imponerende bygning tolkes som et palads. Grundplanen er 110 m × 110 m stor. Ellers er bygningen opbygget efter samme princip som de andre almindelige huse til beboelse i Al Zubarah, bare i en meget større skala. Paladset består af ni sammenbyggede afdelinger, som hver består af en åben gårdsplads omgivet af en række af rum. Indvendige døråbninger og vægge var dekoreret med stuk i forskellige mønstre. Og fundet af en indvendig trappe tyder på, at paladset har haft mere en en etage. Tilsammen var de ni sammenbyggede afdelinger omgivet af en høj mur med runde tårne i de fire hjørner. Hvert tårn har kunnet huse en lille kanon.
Både paladsets størrelse og visuelle dominans tyder på, at en rig familie af magtfulde sheiker har boet der. Man kan tænke sig, at paladset har været hjem for Al Zubarahs ledere på både det sociale og økonomiske område.

#### Midlertidige boliger
Arkæologiske spor tyder på, at der har været telte og/eller hytter af palmeblade og palmemåtter nær stranden. Man kunne tænke sig, at disse mere ydmyge boliger kunne have forbindelse til en mere flygtig samfundsgruppe knyttet til Al Zubarah. Det er muligt, at det var her, at de folk holdt til, som lagde arbejdskraft til Al Zubarahs rigdom: de sæsonarbejdende perlefiskere og sømænd, der høstede perlebankerne.

#### Souqen
En række små magasinrum er blevet fundet, og det menes at de er en del af Al Zubarahs souq (marked). Derudover er der fundet en masse forskellige handelsvarer i resterne af disse rum, som også peger på, at der er tale om et markedsområde.

#### Afskærmningsmure
Kort efter Al Zubarah grundlæggelse blev to lange afskærmningsmure opført. De to mure er orienteret øst-vest og og begynder ved Al Zubarahs ydre bymur mod Qal’at Murair. Runde tårne placeret med samme afstand imellem dem styrkede murenes forsvar. 
Man mener, at murene blev opført for at sikre vandtransporten til Al Zubarah fra brøndene i Qal’at Murair. Frisk drikkevand var en mangelvare i Al Zubarah, og især i de ekstremt varme somre i dette ørkenområde har vand haft særlig høj værd. Murene har sandsynligvis også fungeret som regulering af almindelig trafik til og fra Al Zubarah gennem det ellers flade landskab.

#### Perlefiskeri
Al Zubarah var først og fremmest et handelscentrum og et perlefisker-samfund, som udnyttede byens beliggenhed tæt på de naturlige perlebanker i Den Persiske Golf, men også den store naturlige havn samt den centrale beliggenhed i forhold til de eksisterende handelsruter gennem Golfen. Byens økonomi var afhængig af perlefiskersæsonen i løbet af sommeren. Perlefiskeriet tiltrak både lokale beduiner og mange andre folk fra hele Golfen. Her fra var de med til at dykke efter perler, gøre handler og beskytte byen mod angreb, mens byens mænd var ude på havet.
Bådene fra Al Zubarah sejlede ud til de perlebanker, der ligger hele vejen langs med den sydlige kyst i Golfen fra Bahrain til De Forenede Arabiske Emirater. De var af sted flere uger ad gangen. Og fra bådene arbejdede mændene i par, når der skulle høstes østers. Langt fra alle østers havde perler. En mand dykkede til bunden, mens hans partner blev på båden for at hive dykkerne op med et reb, når dykkeren efter et minuts tid eller mere havde brug for at komme op for luft og aflevere sin høst. 
Arkæologisk set er det indtil videre fund af perlefiskernes værktøj såsom perleæsker, dykkervægte af sten, og små vægte til måle perlernes vægt i handelsøjemed, som knytter Al Zubarah tæt til perlefiskeriet.

#### Global handel
Indtil introduktionen af kuturperlen og før gas- og oliefundene i Golfen udgjorde handel med perler den vigtigste industri i Golfen. Op til en tredjedel af den mandlige befolkning i regionen var beskæftiget i perlefiskerindustrien. Og her var Al Zubarah en af de vigtige perlefisker- og handelsbyer, som dermed har bidraget til de geopolitiske, sociale og kulturelle baner Golfens historie i den nærmeste fortid har fulgt og formet regionen, til hvad den er i dag.
Arkæologer har fundet keramik, mønter og rester efter madvarer vidner om Al Zubarahs vidtstrakte handels- og økonomiske forbindelser i slutningen af det 18 århundrede. Her er både fundet materiale fra det Østasien, Iran, Tyrkiet, Afrika, Europa og Golfen. De fundne dykkervægte giver er et eksempel på, hvor tæt dagligdagen i byen og perlefiskeriet og handelen var forbundet. Mens udgravninger også har af afsløret kaffekopper og tobakspiber, hvilket giver et billede af den voksende betydning af a disse varer i hele Golf-området i løbet af det 18. og 19. århundrede. I et hus har arkæologerne fundet en indridset båd på den pudsede væg. Båden er af den traditionelle arabiske bådtype bygget af træ, en dhow, som handelsfolk brugte, endnu et tegn på, at folk i Al Zubarah havde en tæt tilknytning mellem deres dagligdag og langdistancehandlen, der foregik via søvejen. 

### Den sene by. I det 19. århundrede
Efter angrebet på Al Zubarah i 1811 forlod indbyggerne byen for en kort periode. Først i slutningen af 1820’erne var Al Zubarah igen beboet. Der var stadig tale om et perlefisker-samfund, men i meget mindre størrelsesorden end før.
Den nye by var knap 20% så stor som den foregående. En ny bymur blev opført meget tættere på kysten end den foregående bymur. Det ser ud til, at denne periode af Al Zubarah ikke var nær så velorganiseret, når det gælder byplanlægning. Den gennemgående hustype var stadig det traditionelle gårdspladshus, bare i en mindre skala og mere uregelmæssige i deres form. Derudover er der heller ikke fundet indendørsdekorationer på de pudsede vægge eller andet interiør, som ellers var at finde i de tidligere huse.
Fra ca. 1810 og frem fik Storbritannien mere og mere indflydelse i Den Persiske Golf. De udstationerede politiske agenter i forskellige havnebyer for at sikre deres egne handelsruter. Briterne var rede til at bruge militærmagt til at kæmpe for deres egen dagsorden. Dette blev aktuelt i slutningen af det 19. århundrede, da den britiske flåde angreb Al Zubarahs flåde af dhower, som lå i havn. Dette var begyndelsen på enden for Al Zubarah.

### 20. og 21. århundrede
I slutningen af 1930’erne og op 1940’erne rapporterede den politiske rådgiver Charles Dalrymple Belgrave, at kun et fåtal beduiner fra Nua’imi-stammen holdt til nu af da i den efterladte by, som nu var faldet i ruiner. På samme tid var der strid om hvem byen hørte til, sheikerne i Bahrain eller Qatar. I modsætning til Al Zubarah vedblev Qal’at Murair beboet helt op til Al Zubarah-fortet blev bygget i 1938 under Sheikh Abdullah bin Jassim Al Thani, daværende regent over Qatar. Efter uafhængigheden i 1971 blev Bahrain ved med at anfægte Qatars suverænitet over Al Zubarah, indtil Den Internationale Domstol i 2001 slog fast, at Al Zubarah hørte til Qatar.

## Al Zubarah fort
Al Zubarah er kendt for sit fort, som blev bygget i 1938. Fortet er bygget efter traditionelle forskrifter med en firkantet grundplan med skrånende mure og krenellerede (skydeskår foroven) tårne i hvert hjørne. Tre af tårnene er runde, mens det sydøstlige tårn er firkantet. Fortets design minder om ældre arabisk fort-arkitektur i Golfen, dog adskiller det sig ved at være konstrueret på et betonfundament. Dette markerer overgangen fra den tid, hvor man gik fra at opføre bygninger udelukkende af sten til nu at være cement-baserede.
Oprindeligt blev fortet bygget som en militær- og politibase som en del af et samlet forsvarsværk bestående af en række fort langs Qatars nordvestlige kyst. I 1987 blev fortet restaureret, hvilket blandt andet betød, at en del af de senere tilføjede bygninger, som blev opført til at huse mandskabet. Da fortet stod klar igen, var det som turistattraktion, og i en periode fungerede det som lokalt museum. På grund af de uegnede forhold til at opbevare fund fra Al Zubarah blev disse flyttet til Doha, hovedstaden i Qatar, i 2010. Og endnu et restaureringsprojekt blev sat i værk i 2011 af Qatar Museums Authority. Man forventer, at dette arbejde er afsluttet i løbet af 2013.

## Turisme
Qatar har søgt om, at Al Zubarah bliver optaget på UNESCOs Verdensarvsliste. Siden 2008 har Al Zubarah derfor figureret på listen over potentielle verdenskulturarvslokaliteter.
Under navnet Al Zubarah Archaeological Site har Al Zubarah været genstand for forskning og udvikling som national beskyttet kulturarv. Dette betyder, at besøgende må tage hensyn til det igangværende arbejde. Lokaliteten er blevet indhegnet, og besøgende skal passere en vagt, men adgangen er gratis.
Der er planer om at opføre et besøgscenter tæt på fortet. Indtil dette er ført ud i livet, er faciliteterne for de besøgende meget sparsomme. Ved parkeringspladsen ved Al Zubarah fort er en pavillon med informationspaneler, der giver en introduktion til Al Zubarah. Toiletter findes tæt på. Men i øjeblikket kan man ikke mulighed for at købe mad- og drikkevarer i området.

## Arkæologi og konservering
Qatar Museums Authority (QMA) og dets forgænger har udført to udgravningsprojekter i Al Zubarah i henholdsvis i starten af 1980erne og siden hen i 2002-2003.
I 2009 lancerede QMA Qatar Islamic Archaeology and Heritage Project (QIAH) i samarbejde med Københavns Universitet. Projektet forløber over 10 år og indeholder forskning, konservering og kulturarvs-management. Der foregår videnskabelige undersøgelser, bevaring og formidling af lokaliteten til offentligheden. Projektet er blevet til på baggrund af initiativ af bestyrelsesforkvinden og vice-bestyrelsesformanden for Qatar Museums Authority, Sheika Al Mayasse bint Hamad bin Khalifa Al Thani og Sheikh Hassan bin Mohammad Al Thani.
QIAH-projektet har gennemført en komplet topografisk survey af Al Zubarah, det nærliggende Murair samt Al Zubarah fort, som sammen udgør den arkæologiske zone. Både i Al Zubarah og Qal’at Murair er arkæologiske udgravninger blevet gennemført. Dette arbejde følges op af landskabsstudier i baglandet. Man har identificeret og registreret flere lokaliteter fra forskellige tidsperioder, hvilket har medført arkæologiske udgravninger på betydningsfulde steder som Freiha og Fuwairit.
Et hold fra Hamborgs Universitet har stået for registreringen af Al Zubarahs ruiner med en 3D-scanner. For at bevare disse arkitektoniske levn er et restaureringsprogram sat i værk, hvor en speciel salt-resistent mørtel og puds bliver brugt for at øge de besøgendes oplevelse, samtidig med at det følger UNESCOs retningslinjer for bevaring af kulturarv. Målet med konserveringsarbejdet er at bevare stedets autenticitet såvel som at bevare de områder, som kan besøgende kan have glæde af at opleve også med midler som interaktive skærme på håndholdte enheder.

## Bahrain–Qatar Venskabsbro
Den planlagte Bahrain–Qatar Venskabsbro, regnet for at blive den længste faste forbindelse, kommer til at forbinde Qatars nordvestlige kyst syd for Al Zubarah med Bahrain syd for Manama. Fra Qatars side tager man sine forholdsregler for ikke at beskadige kulturarven i Al Zubarah.

## Læs mere
- Abu Hakima, A.M. (1965). History of Eastern Arabia 1750–1800. The Rise and Development of Bahrain and Kuwait. Khayats.

- Abu-Lughod, J.L. (1987). "The Islamic City — Historic Myth, Islamic Essence, and Contemporary Relevance". International Journal of Middle East Studies. 19/2: 155-176.

- Al Khalifa, A.b.K.; Hussain, A.A. (1993). "The Utoob in the eighteenth century".  I Al Khalifa, A.b.K.; Rice, M. (red.). Bahrain through the ages: the history. London: Kegan Paul. s. 301-334.

- Bibby, G. (1969). Looking for Dilmun. New York: Knopf.

- Bille, M., red. (2009). End of the Season Report 2009, Vol. 1. Archaeological Excavations & Survey at az-Zubarah, Qatar. University of Copenhagen/Qatar Museums Authority.

- Bowen, R. Le B. (1951). "The Pearl Fisheries of the Persian Gulf". The Middle East Journal. 5/2: 161-180.

- Breeze, P.; Cuttler, R.; Collins, P. (2011). "Archaeological landscape characterization in Qatar through satellite and aerial photographic analysis, 2009 to 2010". Proceedings of the Seminar for Arabian Studies. 41.

- Brucks, G.B. (1865). "Navigation of the Gulf of Persia".  I Thomas, R.H. (red.). Arabian Gulf Intelligence. Selections from the Records of the Bombay Government. Concerning Arabia, Kuwait, Muscat and Oman, Qatar, United Arab Emirates and the Islands of the Gulf. Cambridge: The Oleander Press. s. 531-580.

- Carter, R. (2005). "The History and Prehistory of Pearling in the Persian Gulf". Journal of Economic and Social History of the Orient. 48/2: 139-209.

- Fuccaro, N. (2009). "Histories of City and State in the Persian Gulf: Manama since 1800". Cambridge Middle East Studies. Cambridge/New York: Cambridge University Press. 30.

- Grey, Anthony (2011). "Late Trade Wares on Arabian Shores: 18thc to 20th century imported fine ware ceramics from excavated sites on the southern Persian (Arabian) Gulf coast". Post-medieval Archaeology. 45/2: 350-373.

- Lorimer, J.G. (1915). Gazeteer of the Persian Gulf, Oman and Central Arabia. i. Historical. Calcutta: Office of the Superintendent Government Printing.

- Moulden, H.; Cuttler, R.; Kelleher, S. (2011). "Conserving and Contextualising National Cultural Heritage: The 3D digitisation of the Fort at Al Zubarah and Petroglyphs at Jebel Jassasiya, Qatar". Proceedings of the Seminar for Arabian Studies. 41.

- Onley, James (2004). "The Politics of Protection in the Gulf: The Arab Rulers and the British Resident in the Nineteenth Century". New Arabian Studies. Exeter University Press. 6: 30-92.

- Rahman, H. (2005). The Emergence of Qatar: the turbulent years 1627–1916. London: Thames & Hudson.

- Rees, G.; Walmsley, A. G.; Richter, T. (2011). "Investigations in the Zubarah Hinterland at Murayr and Furayhah, North-West Qatar". Proceedings of the Seminar for Arabian Studies. 41: 309-316.

- Richter, T., red. (2010). Qatar Islamic Archaeology and Heritage Project. End of Season Report. Stage 2, Season 1, 2009-2010. University of Copenhagen/Qatar Museums Authority.

- Richter, T.; Wordsworth, P. D.; Walmsley, A. G. (2011). "Pearlfishers, townsfolk, Bedouin and Shaykhs: economic and social relations in Islamic Al-Zubarah". Proceedings of the Seminar for Arabian Studies. 41: 1-16.

- Walmsley, A.; Barnes, H.; Macumber, P. (2010). "Al-Zubarah and its hinterland, north Qatar: excavations and survey, spring 2009". Proceedings of the Seminar for Arabian Studies. 40: 55-68.

- Warden, F. (1865). "Uttoobee Arabs (Bahrein)".  I Thomas, R.H. (red.). Arabian Gulf Intelligence. Selections from the Records of the Bombay Government. Concerning Arabia, Kuwait, Muscat and Oman, Qatar, United Arab Emirates and the Islands of the Gulf. Cambridge: The Oleander Press. s. 362-425.

25°58′37.08″N 51°02′43.63″Ø / 25.9769667°N 51.0454528°Ø